# Mistrovství světa v plážovém fotbale 2021
Mistrovství světa v plážovém fotbale 2021 bylo 21. ročníkem MS v plážovém fotbale, které se konalo v Rusku v hlavím městě Moskva, v období od 19. do 29. srpna 2021. Jednalo se o celkový 21. ročník a o jedenáctý, který pořádala FIFA po tom, co šampionát vzala pod svojí záštitu místo Beach Soccer Worldwide. Účastnilo se ho 16 týmů, které byly rozděleny do 4 skupin po 4 týmech. Ze skupiny postoupily do vyřazovací fáze první a druhý celek. Vyřazovací fáze zahrnovala 8 zápasů. Třetí titul získalo Rusko, které porazilo ve finále Japonsko 5:2. Nováčkem turnaje byl tým Mosambiku. Ukrajina se původně také na turnaj kvalifikovala, ale 6. července 2021 bylo oznámeno, že Ukrajinská fotbalová asociace odmítla schválit účast týmu na mistrovství světa. Bylo oznámeno, že rozhodnutí bylo učiněno v rámci širšího sportovního bojkotu Ruska ze strany ukrajinských úřadů kvůli přetrvávajícímu napětí mezi oběma státy. Ukrajinu nahradilo Švýcarsko. Rusko startovalo pod neutrální vlajkou kůli dopingovému skandálu ruských sportovců.

## Stadion
Mistrovství se odehrálo na jednom stadionu v jednom hostitelském městě: Luzhniki Beach Soccer Arena (Moskva).
| Moskva                      |
| --------------------------- |
| Luzhniki Beach Soccer Arena |
| Kapacita: 4500 Moskva       |

### Kvalifikace
| - Severní, Střední Amerika a Karibik (CONCACAF) - Salvador - USA - Jižní Amerika (CONMEBOL) - Uruguay - Brazílie - Paraguay |  | - Evropa (UEFA) - Švýcarsko - Portugalsko - Bělorusko - Španělsko - Asie (AFC) - Japonsko - Spojené arabské emiráty - Omán |  | - Afrika (CAF) - Mosambik - Senegal - Oceánie (OFC) - Tahiti - Hostitel - Rusko |

### Skupinová fáze
| Vysvětlivky                                           |
| ----------------------------------------------------- |
| Týmy na prvních dvou místech postupují do čtvrtfinále |
| Vítěz zápasu je tučně zvýrazněn                       |

Čas každého zápasu je uveden v lokálním čase.

#### Skupina A
| Tým      | Z | V | R | P | VG | IG | +/− | B |
| -------- | - | - | - | - | -- | -- | --- | - |
| Rusko    | 3 | 2 | 0 | 1 | 16 | 9  | +7  | 6 |
| Japonsko | 3 | 2 | 0 | 1 | 12 | 14 | −2  | 6 |
| Paraguay | 3 | 1 | 0 | 2 | 17 | 15 | +2  | 3 |
| USA      | 3 | 0 | 0 | 3 | 11 | 18 | −7  | 0 |

| 19. srpna 2021 16:30                                     |        |                                                                                      |                                                                                      |
| Paraguay                                                 | 4 : 7  | Japonsko                                                                             | Luzhniki Beach Soccer Arena, Moskva diváci: 598 rozhodčí: Francisco de Oses Bumedien |
| Sixto Cantero 10' Nestor Medina 10', 13' Pedro Morán 27' | Report | Luis Ojeda 21' (vl.) Takuya Akaguma 26', 32', 32' Šušei Jamauči 29', 33' (pen.), 36' | Luzhniki Beach Soccer Arena, Moskva diváci: 598 rozhodčí: Francisco de Oses Bumedien |

| 19. srpna 2021 20:30                                                             |               |                                                         |                                                                           |
| Rusko                                                                            | 5 : 4 (prod.) | USA                                                     | Luzhniki Beach Soccer Arena, Moskva diváci: 2 321 rozhodčí: Lucas Estevão |
| Boris Nikonorov 12', 20' Anton Škarin 17' Andrei Novikov 21' Aleksej Makarov 39' | Report        | Nicolas Perea 2', 32' Alessandro Canale 15' (pen.), 25' | Luzhniki Beach Soccer Arena, Moskva diváci: 2 321 rozhodčí: Lucas Estevão |

| 21. srpna 2021 16:30                                                         |        |                                                             |                                                                                         |
| Japonsko                                                                     | 4 : 3  | USA                                                         | Luzhniki Beach Soccer Arena, Moskva diváci: 1 507 rozhodčí: Aurélien Planchais-Godefroy |
| Masanori Okuyama 4' Ozu Moreira 23' Takaaki Oba 28' (pen.) Šušei Jamauči 31' | Report | Gabriel Silveira 3' Alessandro Canale 29' Nicolas Perea 34' | Luzhniki Beach Soccer Arena, Moskva diváci: 1 507 rozhodčí: Aurélien Planchais-Godefroy |

| 21. srpna 2021 20:30                                                |        |                                                                                 |                                                                         |
| Rusko                                                               | 4 : 4  | Paraguay                                                                        | Luzhniki Beach Soccer Arena, Moskva diváci: 2 500 rozhodčí: Hany Farouk |
| Aleksej Makarov 1', 37' Stanislav Kosharnyj 18' Boris Nikonorov 21' | Report | Yoao Rolon 7' Milciades Medina 16' Carlos Carballo 35' Nestor Medina 37' (pen.) | Luzhniki Beach Soccer Arena, Moskva diváci: 2 500 rozhodčí: Hany Farouk |

|                                                                                   |       | Penaltový rozstřel                                                       |  |
| Ostap Fedorov Kirill Romanov Boris Nikonorov Aleksej Makarov Jurij Krasheninnikov | 5 : 4 | Carlos Carballo Pedro Morán Luis Ojeda Milciades Medina Valentin Benitez |  |

| 23. srpna 2021 19:00                                                    |        | |                                                                             |
| USA                                                                     | 4 : 9  | Paraguay | Luzhniki Beach Soccer Arena, Moskva diváci: 1 327 rozhodčí: Vitalij Gomolko |
| Gabriel Silveira 3' Alessandro Canale 15', 34' Nicolas Perea 33' (pen.) | Report | Pedro Morán 3', 15', 20' Carlos Carballo 7', 21' Milciades Medina 23' Nestor Medina 25' Sixto Cantero 33' Valentin Benitez 36' | Luzhniki Beach Soccer Arena, Moskva diváci: 1 327 rozhodčí: Vitalij Gomolko |

| 23. srpna 2021 20:30 |        | |                                                                            |
| Japonsko             | 1 : 7  | Rusko | Luzhniki Beach Soccer Arena, Moskva diváci: 2 500 rozhodčí: Micke Palomino |
| Takuya Akaguma 32'   | Report | Ozu Moreira 1' (vl.) Artur Paporotnyi 3', 25', 27' Fedor Zemskov 8' Maksim Chuzhkov 15' Boris Nikonorov 36' | Luzhniki Beach Soccer Arena, Moskva diváci: 2 500 rozhodčí: Micke Palomino |

#### Skupina B
| Tým                     | Z | V | R | P | VG | IG | +/− | B |
| ----------------------- | - | - | - | - | -- | -- | --- | - |
| Tahiti                  | 3 | 2 | 0 | 1 | 23 | 19 | +4  | 6 |
| Španělsko               | 3 | 2 | 0 | 1 | 21 | 19 | +2  | 6 |
| Mosambik                | 3 | 1 | 0 | 2 | 15 | 18 | −3  | 3 |
| Spojené arabské emiráty | 3 | 1 | 0 | 2 | 9  | 12 | −3  | 3 |

| 19. srpna 2021 15:00                                                       |               |                                                                   |                                                                               |
| Spojené arabské emiráty                                                    | 4 : 3 (prod.) | Tahiti                                                            | Luzhniki Beach Soccer Arena, Moskva diváci: 472 rozhodčí: Sérgio Gomes Soares |
| Waleed Beshr 24' Hasan Alhammadi 25' Dylan Paama 33' (vl.) Ahmed Beshr 39' | Report        | Tamatoa Tetauira 21' Heimanu Taiarui 36' Raimana Li Fung Kuee 36' | Luzhniki Beach Soccer Arena, Moskva diváci: 472 rozhodčí: Sérgio Gomes Soares |

| 19. srpna 2021 19:00                             |        | |                                                                           |
| Mosambik                                         | 4 : 8  | Španělsko | Luzhniki Beach Soccer Arena, Moskva diváci: 953 rozhodčí: Turki Al Salehi |
| Nelson João Manuel 20' Figo 21', 24' (pen.), 35' | Report | Antonio Mayor 6' Chiky Ardil 8', 9' (pen.), 25' Eduard Suarez 13', 30' Llorenç Gómez 21' Manuel Tivane 36' (vl.) | Luzhniki Beach Soccer Arena, Moskva diváci: 953 rozhodčí: Turki Al Salehi |

| 21. srpna 2021 15:00   |        |                                    |                                                                           |
| Mosambik               | 4 : 2  | Spojené arabské emiráty            | Luzhniki Beach Soccer Arena, Moskva diváci: 1 031 rozhodčí: Roman Borisov |
| Figo 5', 21', 28', 33' | Report | Hasan Alhammadi 8' Ahmed Beshr 36' | Luzhniki Beach Soccer Arena, Moskva diváci: 1 031 rozhodčí: Roman Borisov |

| 21. srpna 2021 19:00 |        |                                                                                          |                                                                          |
| Tahiti | 12 : 8 | Španělsko                                                                                | Luzhniki Beach Soccer Arena, Moskva diváci: 1 372 rozhodčí: Yuiči Hatano |
| Heimanu Taiarui 1' Dylan Paama 9' (pen.), 35' Teva Zaveroni 11', 33', 35' Teaonui Tehau 12', 15' Heirauarii Salem 16', 18' Tamatoa Tetauira 29', 35' | Report | Javi Torres 5', 36' David Ardil 13' Chiky Ardil 14', 28' Riduan 19', 24' Pablo Perez 27' | Luzhniki Beach Soccer Arena, Moskva diváci: 1 372 rozhodčí: Yuiči Hatano |

| 23. srpna 2021 15:00                                                                                              |        | |                                                                            |
| Tahiti | 8 : 7  | Mosambik | Luzhniki Beach Soccer Arena, Moskva diváci: 814 rozhodčí: Ingilab Mammadov |
| Teaonui Tehau 3' Tamatoa Tetauira 4' Heirauarii Salem 10', 17', 19', 24' Dylan Paama 31' Raimana Li Fung Kuee 33' | Report | Teaonui Tehau 4' (vl.) Nelson João Manuel 4', 17', 30' Bachir Augusto Mussa 15' Dez 35' Yuran José Malate 36' | Luzhniki Beach Soccer Arena, Moskva diváci: 814 rozhodčí: Ingilab Mammadov |

| 23. srpna 2021 16:30                                                   |        |                                      |                                                                             |
| Španělsko                                                              | 5 : 3  | Spojené arabské emiráty              | Luzhniki Beach Soccer Arena, Moskva diváci: 1 183 rozhodčí: Aecio Fernández |
| Chiky Ardil 13' Eduard Suarez 15' Javi Torres 17' Pablo Perez 21', 30' | Report | Ali Mohammad 7', 22' Ahmad Malahi 9' | Luzhniki Beach Soccer Arena, Moskva diváci: 1 183 rozhodčí: Aecio Fernández |

#### Skupina C
| Tým       | Z | V | R | P | VG | IG | +/− | B |
| --------- | - | - | - | - | -- | -- | --- | - |
| Švýcarsko | 3 | 2 | 1 | 0 | 20 | 15 | +5  | 7 |
| Brazílie  | 3 | 2 | 0 | 1 | 14 | 7  | +7  | 6 |
| Bělorusko | 3 | 0 | 1 | 2 | 8  | 17 | −9  | 1 |
| Salvador  | 3 | 0 | 0 | 3 | 14 | 17 | −3  | 0 |

| 20. srpna 2021 16:30                                              |        |                                                              |                                                                              |
| Bělorusko                                                         | 5 : 5  | Salvador                                                     | Luzhniki Beach Soccer Arena, Moskva diváci: 962 rozhodčí: Suhaimi Mat Hassan |
| Jurij Piatrouski 19' Aleh Hapon 24', 32' Anatolij Ryabko 30', 37' | Report | Jose Batres 2', 30' Heber Ramos 18', 19' Frank Velásquez 38' | Luzhniki Beach Soccer Arena, Moskva diváci: 962 rozhodčí: Suhaimi Mat Hassan |

|                                                                               |       | Penaltový rozstřel                                                  |  |
| Vadzim Bokach Yauheni Novikau Mikita Chaikouski Anatolij Ryabko Artsemi Drozd | 5 : 4 | Frank Velásquez Oscar Cruz Melvin Gonzalez Jason Urbina Heber Ramos |  |

| 20. srpna 2021 20:30                                        |        |                                               |                                                                         |
| Švýcarsko                                                   | 5 : 5  | Brazílie                                      | Luzhniki Beach Soccer Arena, Moskva diváci: 2 500 rozhodčí: Said Hachim |
| Philipp Borer 6', 26' Dejan Stanković 15', 36' Noël Ott 34' | Report | Edson Hulk 6' Lucão 8' Zé Lucas 24', 25', 27' | Luzhniki Beach Soccer Arena, Moskva diváci: 2 500 rozhodčí: Said Hachim |

|                                                                        |       | Penaltový rozstřel                        |  |
| Noël Ott Tobias Steinemann Michael Misev Philipp Borer Dejan Stanković | 4 : 3 | Lucão Zé Lucas Antonio Edson Hulk Rodrigo |  |

| 22. srpna 2021 16:30                                   |        | |                                                                              |
| Bělorusko                                              | 3 : 7  | Švýcarsko | Luzhniki Beach Soccer Arena, Moskva diváci: 1 856 rozhodčí: Gionni Matticoli |
| Yauheni Novikau 7' Yahor Hardzetski 11' Aleh Hapon 12' | Report | Dejan Stanković 2', 33' Glenn Hodel 17' (pen.), 34' Eliott Mounoud 28' Philipp Borer 36' Tobias Steinemann 36' (pen.) | Luzhniki Beach Soccer Arena, Moskva diváci: 1 856 rozhodčí: Gionni Matticoli |

| 22. srpna 2021 19:00                      |        |                                            |                                                                               |
| Brazílie                                  | 4 : 2  | Salvador                                   | Luzhniki Beach Soccer Arena, Moskva diváci: 2 500 rozhodčí: Sofien Benchabane |
| Rodrigo 2', 25' Filipe 28' Mauricinho 35' | Report | Exon Perdomo 3' (pen.) Frank Velásquez 18' | Luzhniki Beach Soccer Arena, Moskva diváci: 2 500 rozhodčí: Sofien Benchabane |

| 24. srpna 2021 16:30                                                                |        | |                                                                               |
| Salvador                                                                            | 7 : 8  | Švýcarsko | Luzhniki Beach Soccer Arena, Moskva diváci: 1 049 rozhodčí: Gustavo Domínguez |
| Frank Velásquez 4', 13', 21' Elmer Robles 15', 25' Exon Perdomo 16' José Batres 20' | Report | Benjamin Looser 4' Dejan Stanković 10', 32', 34', 36' Patrick Ruettimann 12' Philipp Borer 13' Kevin Wandji Tchatat 31' | Luzhniki Beach Soccer Arena, Moskva diváci: 1 049 rozhodčí: Gustavo Domínguez |

| 24. srpna 2021 20:30                                           |        |           |                                                                          |
| Brazílie                                                       | 5 : 0  | Bělorusko | Luzhniki Beach Soccer Arena, Moskva diváci: 2 500 rozhodčí: Juan Angeles |
| Rodrigo 3' Edson Hulk 15' Lucão 23' (pen.), 24' Mauricinho 31' | Report |           | Luzhniki Beach Soccer Arena, Moskva diváci: 2 500 rozhodčí: Juan Angeles |

#### Skupina D
| Tým         | Z | V | R | P | VG | IG | +/− | B |
| ----------- | - | - | - | - | -- | -- | --- | - |
| Senegal     | 3 | 2 | 0 | 1 | 13 | 7  | +6  | 6 |
| Uruguay     | 3 | 2 | 0 | 1 | 12 | 14 | −2  | 6 |
| Portugalsko | 3 | 1 | 0 | 2 | 14 | 15 | −1  | 3 |
| Omán        | 3 | 1 | 0 | 2 | 8  | 11 | −3  | 3 |

| 20. srpna 2021 15:00                                                                       |        |                         |                                                                            |
| Senegal                                                                                    | 6 : 1  | Uruguay                 | Luzhniki Beach Soccer Arena, Moskva diváci: 734 rozhodčí: Łukasz Ostrowski |
| Raoul Mendy 2', 14' (pen.), 25' Ninou Diatta 5' Mamour Diagne 15' (pen.) Mamadou Sylla 33' | Report | Nicolas Bella 1' (pen.) | Luzhniki Beach Soccer Arena, Moskva diváci: 734 rozhodčí: Łukasz Ostrowski |

| 20. srpna 2021 19:00                                         |        |                                                               |                                                                          |
| Portugalsko                                                  | 5 : 3  | Omán                                                          | Luzhniki Beach Soccer Arena, Moskva diváci: 2 019 rozhodčí: Mariano Romo |
| Léo Martins 2', 11', 21' Fabio Costa 20' Elinton Andrade 24' | Report | Nooh Al-Zadjali 11' Jalal Al-Sinani 13' Fabio Costa 14' (vl.) | Luzhniki Beach Soccer Arena, Moskva diváci: 2 019 rozhodčí: Mariano Romo |

| 22. srpna 2021 15:00                                             |        |                                           |                                                                         |
| Uruguay                                                          | 4 : 2  | Omán                                      | Luzhniki Beach Soccer Arena, Moskva diváci: 1 278 rozhodčí: Hamdi Bchir |
| Matias 7' Gaston Laduche 14' Matias Guerrero 35' Luis Quinta 35' | Report | Nooh Al-Zadjali 25' Abdullah Al-Sauti 27' | Luzhniki Beach Soccer Arena, Moskva diváci: 1 278 rozhodčí: Hamdi Bchir |

| 22. srpna 2021 20:30                                |        |                                                                      |                                                                              |
| Portugalsko                                         | 3 : 5  | Senegal                                                              | Luzhniki Beach Soccer Arena, Moskva diváci: 2 500 rozhodčí: Gonzalo Carballo |
| Von 9' Rodrigo Pinhal 18' (pen.) Andre Lourenço 24' | Report | Raoul Mendy 9', 24' Mandione Diagne 11' (pen.), 33' Ninou Diatta 35' | Luzhniki Beach Soccer Arena, Moskva diváci: 2 500 rozhodčí: Gonzalo Carballo |

| 24. srpna 2021 15:00                                                |        |                                     |                                                                         |
| Omán                                                                | 3 : 2  | Senegal                             | Luzhniki Beach Soccer Arena, Moskva diváci: 702 rozhodčí: Roman Borisov |
| Abdullah Al-Sauti 8' (pen.) Yahya Al-Araimi 24' Salim Al-Oraimi 33' | Report | Ibrahima Balde 25' Ninou Diatta 36' | Luzhniki Beach Soccer Arena, Moskva diváci: 702 rozhodčí: Roman Borisov |

| 24. srpna 2021 19:00                                                                   |        |                                           |                                                                         |
| Uruguay                                                                                | 7 : 6  | Portugalsko                               | Luzhniki Beach Soccer Arena, Moskva diváci: 1 977 rozhodčí: Said Hachim |
| Nicolas Bella 6', 10' Luis Quinta 9', 23', 25' Andres Laens 26' Alejandro Guerrero 32' | Report | Léo Martins 3', 12', 16', 22', 25' Von 5' | Luzhniki Beach Soccer Arena, Moskva diváci: 1 977 rozhodčí: Said Hachim |

## Vyřazovací fáze
|  | Čtvrtfinále             | Čtvrtfinále             |                         |         | Semifinále  | Semifinále  |  |  | Finále                  | Finále |
|  |                         |                         |                         |         |             |             |  |  |                         |        |
|  | 26. srpna 2021 - Moskva |                         |                         |         |             |             |  |  |                         |        |
|  |                         |                         |                         |         |             |             |  |  |                         |        |
|  | Rusko                   | 4                       |                         |         |             |             |  |  |                         |        |
|  | Rusko                   | 4                       | 28. srpna 2021 - Moskva |         |             |             |  |  |                         |        |
|  | Španělsko               | 2                       |                         |         |             |             |  |  |                         |        |
|  | Španělsko               | 2                       | Rusko (pen.)            | 5 (5)   |             |             |  |  |                         |        |
|  | 26. srpna 2021 - Moskva |                         | Rusko (pen.)            | 5 (5)   |             |             |  |  |                         |        |
|  |                         | Švýcarsko               | 5 (4)                   |         |             |             |  |  |                         |        |
|  | Švýcarsko               | Švýcarsko               | 5 (4)                   | 10      |             |             |  |  |                         |        |
|  | Švýcarsko               |                         | 29. srpna 2021 - Moskva | 10      |             |             |  |  |                         |        |
|  | Uruguay                 | 1                       |                         |         |             |             |  |  |                         |        |
|  | Uruguay                 | 1                       | Rusko                   | 5       |             |             |  |  |                         |        |
|  | 26. srpna 2021 - Moskva |                         | Rusko                   | 5       |             |             |  |  |                         |        |
|  |                         | Japonsko                | 2                       |         |             |             |  |  |                         |        |
|  | Tahiti                  | Japonsko                | 2                       | 4       |             |             |  |  |                         |        |
|  | Tahiti                  | 28. srpna 2021 - Moskva |                         | 4       |             |             |  |  |                         |        |
|  | Japonsko (prod.)        | 5                       |                         |         |             |             |  |  |                         |        |
|  | Japonsko (prod.)        | 5                       | Japonsko                | 5       | Třetí místo | Třetí místo |  |  |                         |        |
|  | 26. srpna 2021 - Moskva |                         | Japonsko                | 5       | Třetí místo | Třetí místo |  |  |                         |        |
|  |                         | Senegal                 | 2                       |         |             |             |  |  |                         |        |
|  | Senegal (prod.)         | Senegal                 | 2                       | 5       | Švýcarsko   | 9           |  |  |                         |        |
|  | Senegal (prod.)         |                         |                         | 5       | Švýcarsko   | 9           |  |  |                         |        |
|  | Brazílie                | 4                       |                         | Senegal | 7           |             |  |  |                         |        |
|  | Brazílie                | 4                       |                         |         | 7           |             |  |  |                         |        |
|  |                         |                         |                         |         |             |             |  |  | 29. srpna 2021 - Moskva |        |
|  |                         |                         |                         |         |             |             |  |  |                         |        |

#### Čtvrtfinále
| 26. srpna 2021 15:00                                           |               |                                           |                                                                              |
| Senegal                                                        | 5 : 4 (prod.) | Brazílie                                  | Luzhniki Beach Soccer Arena, Moskva diváci: 1 628 rozhodčí: Gionni Matticoli |
| Mamour Diagne 9' Mandione Diagne 25', 39' Raoul Mendy 34', 38' | Report        | Rodrigo 3', 39' Catarino 21' Zé Lucas 23' | Luzhniki Beach Soccer Arena, Moskva diváci: 1 628 rozhodčí: Gionni Matticoli |

| 26. srpna 2021 16:30 |        |                   |                                                                          |
| Švýcarsko | 10 : 1 | Uruguay           | Luzhniki Beach Soccer Arena, Moskva diváci: 1 676 rozhodčí: Juan Angeles |
| Noël Ott 3' Philipp Borer 8', 18' (pen.) Tobias Steinemann 10' Glenn Hodel 20', 22', 24', 34' Dejan Stanković 32' Nicolas Bella 36' (vl.) | Report | Nicolas Bella 11' | Luzhniki Beach Soccer Arena, Moskva diváci: 1 676 rozhodčí: Juan Angeles |

| 26. srpna 2021 19:00                                                          |               | |                                                                                 |
| Tahiti                                                                        | 4 : 5 (prod.) | Japonsko                                                                                               | Luzhniki Beach Soccer Arena, Moskva diváci: 1 487 rozhodčí: Sérgio Gomes Soares |
| Tamatoa Tetauira 20' (pen.), 37' Gervais Chan-Kat 30' Takumi Uesato 36' (vl.) | Report        | Teaonui Tehau 4' (vl.) Šušei Jamauči 5' (pen.) Takaaki Oba 36' Masanori Okuyama 37' Takuya Akaguma 38' | Luzhniki Beach Soccer Arena, Moskva diváci: 1 487 rozhodčí: Sérgio Gomes Soares |

| 26. srpna 2021 20:30                                                           |        |                                     |                                                                          |
| Rusko                                                                          | 4 : 2  | Španělsko                           | Luzhniki Beach Soccer Arena, Moskva diváci: 2 500 rozhodčí: Mariano Romo |
| Andrej Kotenev 6' Boris Nikonorov 14' Aleksej Makarov 15' Artur Paporotnyi 35' | Report | Eduard Suarez 20' Antonio Mayor 22' | Luzhniki Beach Soccer Arena, Moskva diváci: 2 500 rozhodčí: Mariano Romo |

#### Semifinále
| 28. srpna 2021 18:00                                                                |        |                                                                  |                                                                              |
| Rusko                                                                               | 5 : 5  | Švýcarsko                                                        | Luzhniki Beach Soccer Arena, Moskva diváci: 2 500 rozhodčí: Ingilab Mammadov |
| Jurij Krasheninnikov 1' Boris Nikonorov 5', 34' Andrej Kotenev 14' Anton Škarin 36' | Report | Noël Ott 6' Glenn Hodel 18', 19', 30' (pen.) Dejan Stanković 22' | Luzhniki Beach Soccer Arena, Moskva diváci: 2 500 rozhodčí: Ingilab Mammadov |

|                                                                                 |       | Penaltový rozstřel                                                               |  |
| Ostap Fedorov Boris Nikonorov Dmitrij Šišin Andrei Novikov Jurij Krasheninnikov | 5 : 4 | Philipp Borer Tobias Steinemann Sandro Spaccarotella Glenn Hodel Dejan Stanković |  |

| 28. srpna 2021 19:30                                                     |        |                                    |                                                                              |
| Japonsko                                                                 | 5 : 2  | Senegal                            | Luzhniki Beach Soccer Arena, Moskva diváci: 1 950 rozhodčí: Łukasz Ostrowski |
| Takuya Akaguma 15' (pen.), 29', 33' Takaaki Oba 27' Masanori Okuyama 27' | Report | Babacar Fall 26' Pape Mar Boye 32' | Luzhniki Beach Soccer Arena, Moskva diváci: 1 950 rozhodčí: Łukasz Ostrowski |

#### O 3. místo
| 29. srpna 2021 18:00                                                                                                 |        |                                                                                                 |                                                                            |
| Švýcarsko | 9 : 7  | Senegal                                                                                         | Luzhniki Beach Soccer Arena, Moskva diváci: 1 753 rozhodčí: Micke Palomino |
| Philipp Borer 9' Glenn Hodel 11', 34', 36' Eliott Mounoud 10', 16' Sandro Spaccarotella 21' Noël Ott 21', 36' (pen.) | Report | Mamadou Sylla 3' Ninou Diatta 9', 13', 36' Mamour Diagne 10' Papa Ndour 14' Mandione Diagne 33' | Luzhniki Beach Soccer Arena, Moskva diváci: 1 753 rozhodčí: Micke Palomino |

#### Finále
| 29. srpna 2021 19:30                                                                   |        |                                |                                                                                |
| Rusko                                                                                  | 5 : 2  | Japonsko                       | Luzhniki Beach Soccer Arena, Moskva diváci: 2 500 rozhodčí: Suhaimi Mat Hassan |
| Fedor Zemskov 4' Jurij Krasheninnikov 13', 34' Andrei Novikov 15' Artur Paporotnyi 19' | Report | Takuya Akaguma 13', 17' (pen.) | Luzhniki Beach Soccer Arena, Moskva diváci: 2 500 rozhodčí: Suhaimi Mat Hassan |